# Juozas Bulavas
Juozas Bulavas (*  12. Januar 1909 in Ginotai bei Juodupė, Rajongemeinde  Rokiškis; † 20. Juli 1995 in Vilnius) war ein litauischer Rechtshistoriker und sowjetlitauischer Politiker.

## Leben
1927 absolvierte er das Gymnasium Rokiškis. Von 1927 bis 1931  studierte er an der Fakultät für Rechte an der Vytauto Didžiojo universitetas in Kaunas. 1932 absolvierte er noch die Abteilung der Wirtschaft. Von 1932 bis 1934 bildete er sich weiter in Berlin. 1940 arbeitete er am Justizministerium Litauens. Von 1940 bis 1941 war er Prorektor, Rektor und danach Professor der Vilniaus universitetas. Von 1946 bis 1952 leitete er  Teisės institutas als Direktor. Von 1950 bis 1954 war er Deputat im Rat der Stadtgemeinde Vilnius und von 1992 bis 1995 Mitglied im Seimas. 1992 war er Altersvorsitzende in der ersten Seimas-Sitzung.
Ab 1991 war er Mitglied der Lietuvos demokratinė darbo partija.
Sein Bruder war Jonas Bulavas (1903–1984), Sohn Vladas Bulavas (1936–2004).

## Auszeichnungen
- 1994: Gediminas-Orden, 5. Stufe